# Себастьян Опалінський
Себастьян Опалінський (пол. Sebastian Opaliński; 1485 —1538) — державний та церковний діяч, дипломат Королівства Польського.

## Життєпис
Походив з польського магнатського роду Опалінських. Другий син Петра Опалінського, генерального старости великопольського, і Анни Збошинської. Народився 1485 року.
У 1512 році стає познанським каноніком. Того ж року призначається королівським секретарем. У 1523 році стає краківським, а згодом вроцлавським каноніком.
У 1530 році призначається кустошем (куратором) познанського капітулу. Того ж року за  дорученням короля Сигізмунда I здійснив дипломатичну поїздку до угорського короля Яноша I Заполья. Опалінський мав висловити Заполья пропозицію щодо укладення миру з імператором Священної Римської імперії Фердинандом І Габсбургом мінімум на 1 рік за посередництва Польщі та підтримки Георга, герцога Саксонського. Для цього король Польщі просив Заполья надіслати своїх представників до Вроцлава і узгодити це питання з султаном Сулейманом I, щоб уникнути конфліктів та непорозумінь. Опалінський впорався із завданням, умовивши угорського короля пристати на ці умови.
1535 року обирається каноніком познанським і настоятелем познанського собору. У 1536 році обирається послом (депутатом) від Познанського воєводства на вальний сейм, що проходив у Сьроді-Великопольській (до 1537 року). Помер у 1538 році.